# Alta Commissione Britannica (Wellington)
L’Alta Commissione del Regno Unito a Wellington è la principale missione diplomatica del Regno Unito in Nuova Zelanda. Si trova su Hill Street nel sobborgo di Thorndon.

## Storia
Prima del 1939, il governatore generale della Nuova Zelanda era il rappresentante ufficiale del governo britannico, nonché della corona. Da quel momento un alto commissario ha rappresentato il governo britannico.
L'Alto Commissario britannico in Nuova Zelanda è anche Governatore non residente delle Isole Pitcairn, Henderson, Ducie e Oeno e Alto Commissario non residente nello Stato indipendente delle Samoa. L'Alta Commissione rappresenta anche i territori britannici d'oltremare in Nuova Zelanda.
Fuori da Wellington, c'è anche un consolato generale britannico ad Auckland, dove l'Ufficiale Senior è il Console Generale.